# Red Lodge (Suffolk)
Red Lodge – wieś w Anglii, w hrabstwie Suffolk, w dystrykcie West Suffolk. Leży 53 km na północny zachód od miasta Ipswich i 99 km na północny wschód od Londynu.